# Phare de Manitowoc

Le phare de Manitowoc (en anglais : Manitowoc Breakwater Light), est un phare du lac Michigan situé à l'extrémité du brise-lames nord du port de Manitowoc dans le Comté de Manitowoc, Wisconsin.

## Historique
Le phare actuel a été installé en 1918 sur le bâtiment de signal de brouillard de 1895. Sa lentille de Fresnel d'origine de quatrième ordre est maintenant exposée au Wisconsin Maritime Museum de Manitowoc. Elle a été remplacée par une lentille de Fresnel de cinquième ordre. Le phare a été vendu en 2010 à un particulier qui en a assuré la restauration avec la coopération de la ville. Le phare peut être visité.

## Description
Le phare est une tour cylindrique en acier de 12 m de haut, avec double galerie et lanterne, montée sur le logement de gardien lui aussi en acier. Le phare est peint en blanc et la lanterne est rouge.
Son feu isophase émet, à une hauteur focale de 16 m, un long éclat blanc de 3 secondes par période de 6 secondes. Sa portée est de 13 milles nautiques (environ 24 km). Il est équipé d'une corne de brume émettant deux souffles toutes les 30 secondes, en cas de nécessité.

## Caractéristiques dufeu maritime
Fréquence : 6 secondes (W)
- Lumière : 3 secondes
- Obscurité : 3 secondes

Identifiant : ARLHS : USA-471 ; USCG :  7-20860 .

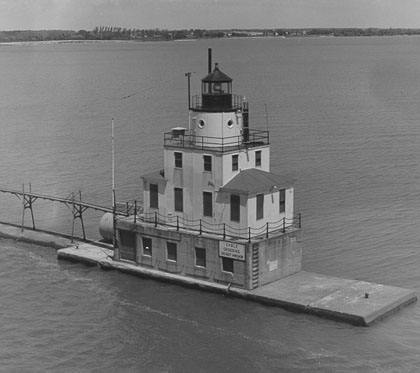
Le phare (photo USCG)
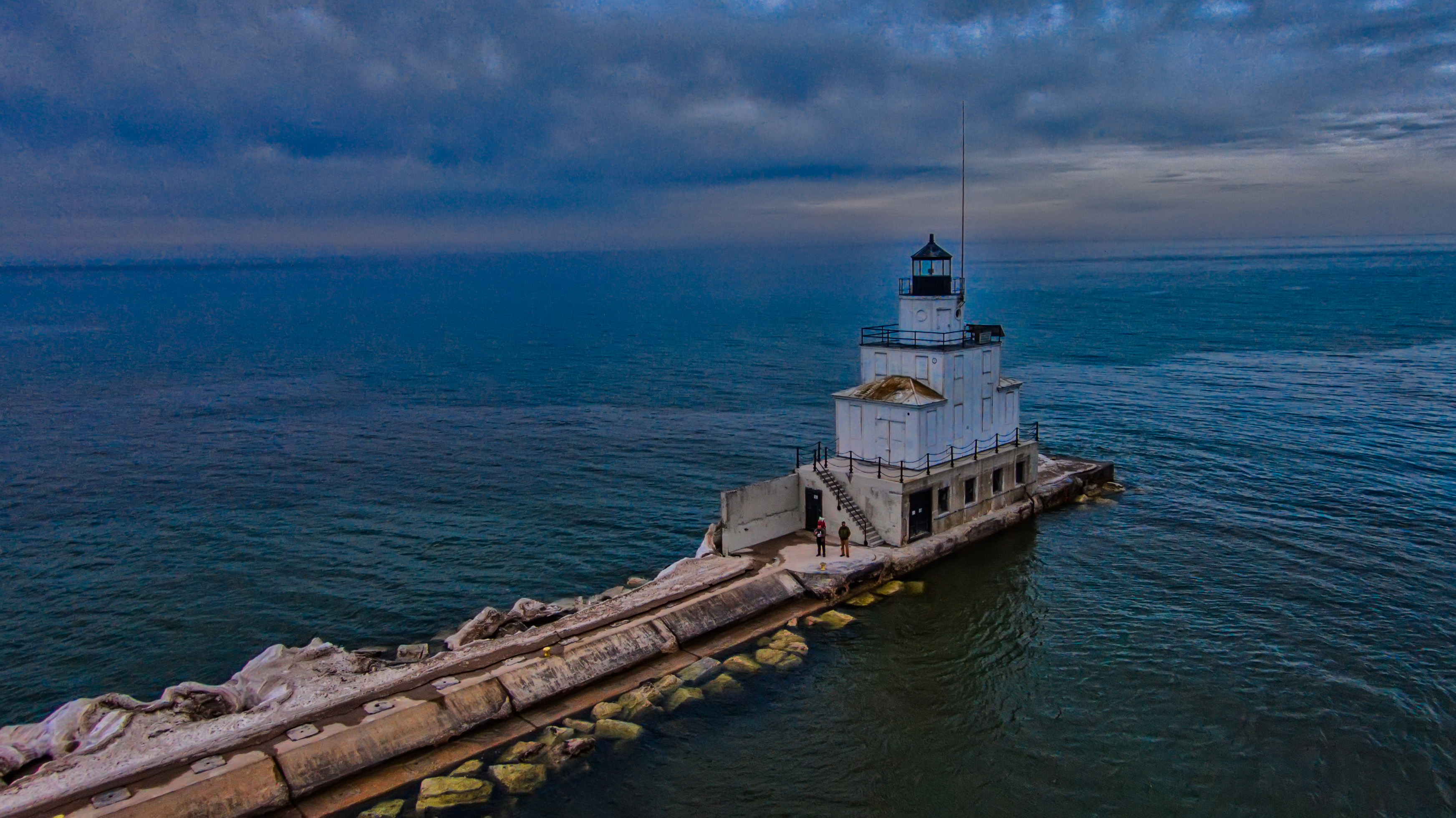
Le phare actuellement

### Lien connexe
- Liste des phares du Wisconsin